# Katie Viqueira
Margarita María Viqueira Gabarain (Buenos Aires, 19 de octubre de 1964), más conocida como Katie Viqueira, es una cantante de tango y folklore argentina. Katie Viqueira es fonoaudióloga por la Universidad de Buenos Aires y es directora vocal de comedias musicales y de series de televisión para Disney, entre otros. En 2005 ganó el premio Independent Music Award. Estrenó las óperas de tango más conocidas de Piazzolla en Estados Unidos y en Japón. 
Es entrenadora vocal de Abel Pintos, Julieta Díaz y Chayanne, entre otras figuras de renombre internacional. Es directora del CAV (Centro de Arte Vocal), fundado en 2011. Ha realizado giras por USA, Rusia y Japón recibiendo las mejores críticas por su trabajo.
Ha grabado tres CD, y otros como artista invitada. También ha actuado en varias obras de teatro, como El mundo mágico de María Elena Walsh, por lo que es un icono en el mundo infantil. Ganadora de un disco de diamante por el éxito en ventas del CD Los grandes éxitos de María Elena Walsh. 
En 2018, presentó las canciones de María Elena Walsh en La Usina del Arte y a partir de allí, protagoniza el infantil ¨Invitados a Tomar el Té¨ un show musical, audiovisual con las más bellas canciones del Reino Infantil, producidas por Carlos Mazalán (Mazalán Producciones), en Sala Siranush de Buenos Aires, bajo el concepto Conciertos a la hora de la merienda.

## Discografía
- 1997: "Katie Viqueira interpreta 15 Grandes Obras de María Elena Walsh" - LEADER MUSIC S.A.
- 1999: "The other side - El otro lado" - PRODUCCION INDEPENDIENTE
- 2000: "Katie Viqueira interpreta los 15 Grandes Éxitos de María Elena Walsh" - LEADER MUSIC S.A.
- 2004: "Amores torcidos" - FRESH SOUNDS RECORDS
- 2009: "Las canciones de María Elena Walsh con la voz de Katie Viqueira" - LEADER MUSIC S.A.
- 2009: "Lujo de tangos y canciones" junto a Leo Sujatovich - EPSA MUSIC S.A.